# Larry Romano
Lawrence John Romano (Mount Vernon, 31 luglio 1963) è un attore statunitense.

## Biografia e vita privata
Nato il 31 luglio 1963 a Mount Vernon, Romano frequentò il Tappan Zee High School a Orangeburg; successivamente studiò recitazione al Weist-Barron, all'HB Studios, e al famoso Lee Strasberg Theatre Institute; Romano è cugino dell'attore Carmine Giovinazzo, vive a Los Angeles, non è sposato e non ha figli.

## Carriera
Romano cominciò la sua carriera cinematografica e televisiva a fine anni '80; il suo primo ruolo fu nella commedia Sono morta... e vi ammazzo con Carrie Fisher; successivamente interpretò il giovane detenuto Prima Base nel film Sorvegliato speciale accanto a Sylvester Stallone, mentre nel 1991 apparve in un piccolo ruolo nel film d'azione Giustizia a tutti i costi con Steven Seagal; negli anni a seguire lavorò poi in importanti pellicole come City Hall con Al Pacino, Bullet con Mickey Rourke, Sleepers con Brad Pitt, Donnie Brasco con Johnny Depp e il film bellico La sottile linea rossa diretto da Terence Malick. Romano ha lavorato anche per la televisione; l'attore è probabilmente ricordato per aver interpretato Aldo Buonadonna nella serie televisiva Kristin; ha avuto inoltre importanti ruoli ricorrenti in altre serie televisive come N.Y.P.D., Public Morals, e The King of Queens. All'inizio degli anni '90, Romano formò la Rock Band "DEFICIT" con amici del Bronx. Ha scritto e registrato la canzone "Rock in the Bronx" trasmessa dalla stazione televisiva locale Madison Square Garden Network. L'introduzione a entrambi i video è dell'emittente New York Yankee, Mel Allen..

## Filmografia parziale

### Cinema
- Sono morta... e vi ammazzo (She's Back), regia di Tim Kincaid (1989)
- Sorvegliato speciale (Lock Up), regia di John Flynn (1989)
- Giustizia a tutti i costi (Out for Justice), regia di John Flynn (1991)
- City Hall, regia di Harold Becker (1996)
- È solo l'amore che conta (Love Is All There Is), regia di Joseph Bologna e Renée Taylor (1996)
- Libertà vigilata (No Way Home), regia di Buddy Giovinazzo (1996)
- Bullet, regia di Julien Temple (1996)
- Sleepers, regia di Barry Levinson (1996)
- Donnie Brasco, regia di Mike Newell (1997)
- La sottile linea rossa (The Thin Red Line), regia di Terrence Malick (1998)
- Bad Education, regia di Cory Finley (2019)
- The Irishman, regia di Martin Scorsese (2019)

### Televisione
- Civil Wars – serie TV, episodio 1x16 (1992)
- L.A. Law - Avvocati a Los Angeles (L.A. Law) – serie TV, episodio 7x15 (1993)
- NYPD - New York Police Department (NYPD Blue) – serie TV, 5 episodi (1994)
- Innamorati pazzi (Mad About You) – serie TV, episodio 3x22 (1995)
- Public Morals – serie TV, 13 episodi (1996)
- The King of Queens – serie TV, 43 episodi (1998-2001)
- Kristin – serie TV, 13 episodi (2001)
- Le cose che amo di te (What I Like About You) – serie TV, episodio 1x09 (2002)
- CSI: NY – serie TV, episodio 2x20 (2006)
- The War at Home – serie TV, episodio 2x06 (2006)

## Doppiatori italiani
Nelle versioni in italiano delle opere in cui ha recitato, Larry Romano è stato doppiato da:
- Antonio Sanna in Sorvegliato speciale
- Fabrizio Manfredi in Donnie Brasco
- Oreste Baldini in The King of Queens
- Sergio Lucchetti in Kristin
- Pasquale Anselmo in CSI: NY
- Stefano Billi in The Irishman